# Slide (canción de Calvin Harris)
«Slide» (en español:«Deslizar») es una canción de DJ y productor escocés Calvin Harris. Cuenta con voces del cantante estadounidense Frank Ocean y de los raperos estadounidenses Quavo, Offset y Takeoff del grupo de hip hop Migos. Es el sencillo principal del quinto álbum de estudio de Harris, Funk Wav Bounces, Vol. 1, lanzado el 23 de febrero de 2017 a través de Sony Music.

## Antecedentes
El 21 de febrero de 2017, Harris anunció "Slide", una colaboración con el cantante estadounidense Frank Ocean y el grupo americano de hip hop Migos. Ocean, Harris y Migos son acreditados como voces destacadas y créditos de composición, mientras que la producción es manejada únicamente por Harris. La canción fue lanzada el 23 de febrero de 2017. Es la primera colaboración de Ocean desde que salió de Def Jam, como Harris 'liner notas de "Slide" lista de Ocean como artista independiente, apareciendo por cortesía de sí mismo. Es la primera colaboración de Migos con Ocean y Harris.

## Composición
"Slide" es una canción "nu-disco" grotesca, con punta de piano. Su producción cuenta con "ritmos con estilo de mano y voz de fondo lanzada", y tiene elementos de funk, R&B, hip hop y pop. FACT ha descrito a "Slide" como "composición de canción pop". La canción comienza con los versos cantados por Ocean en una voz distorsionada: "Podría / Vaciar mi cuenta bancaria / Y comprar ese chico con una pipa". Refiriéndose a la lírica, Ocean explica que es una alusión a: "Una pintura de Picasso que se vendió por tanto dinero." El cuadro de Picasso en cuestión es Garçon à la pipe, pintado durante el período Período Rosa de Picasso, que fue subastado por 104 millones de dólares en Sotheby's en 2004. En otra parte de la canción, Offset de Migos dice, "tragar la botella mientras me siento y fumar helado / Caminar en mi mansión 20 mil pintando Picasso / Bitches ser dippin ', dabbin' con niggas como un nacho / quitarse sus bragas, Diamantes bailando como Rick Ricardo."

## Recepción de la crítica
"Slide" recibió críticas generalmente positivas por parte de los críticos. Ryan Dombal de Pitchfork le dio el título de "Best New Track", escribiendo que "[Frank Ocean] el rostro sin expresión instantáneamente añade sombra y matiz a los alrededores dayglo, lo que sugiere un cansancio pop grande raramente permite. El efecto es magnético y un poco sorprendente, como Jeff Tweedy raspando sobre un golpe del Dr.Dre ". Añade que "Migos 'Quavo y Offset, conocidos por retorcer las lenguas sobre la trampa húmeda, salen como un plan de seguro ganador, ya que se adaptan a este escaparate pop más tradicional con facilidad".
Spencer Kornhaber, de The Atlantic, dijo que "las diferencias entre las sensibilidades de Ocean, Migos y Harris no podrían ser más claras, pero la canción es un recordatorio del poder del pop para hacer que los elementos muy diferentes se deslizen juntos" Y concluyendo que "el equipo de Frank Ocean con Calvin Harris y Migos en 'Slide', codifica algunas expectativas, pero casi todo suena como verano".
Las Vegas Review-Journal publicó que "'Slide' lleva una mezcla de la profundidad y el calor de la instrumentación analógica junto con la producción vocal moderna, el arreglo y la mezcla muestra las habilidades de la música de Calvin y la proeza al mejor".

## Posicionamiento en listas

### Semanales
| Alemania        | Official German Charts  | 25 |
| Australia       | ARIA Singles Chart      | 11 |
| Austria         | Ö3 Austria Top 40       | 34 |
| Bélgica (Fla)   | Ultratop                | 10 |
| Bélgica (Val)   | Ultratop                | 15 |
| Canadá          | Canadian Hot 100        | 16 |
| Colombia        | Los 40 Principales      | 4  |
| Dinamarca       | Hitlisten               | 7  |
| Escocia         | Scottish Singles Chart  | 8  |
| Eslovaquia      | Singles Digital Top 100 | 2  |
| España          | PROMUSICAE              | 66 |
| Estados Unidos  | Billboard Hot 100       | 25 |
| Estados Unidos  | Dance/Electronic Songs  | 4  |
| Estados Unidos  | Dance Club Songs        | 25 |
| Estados Unidos  | Pop Songs               | 9  |
| Estados Unidos  | Rhythmic Songs          | 2  |
| Filipinas       | Philippine Hot 100      | 98 |
| Francia         | SNEP                    | 15 |
| Hungría         | Single Top 40           | 34 |
| Irlanda         | IRMA                    | 12 |
| Italia          | FIMI                    | 34 |
| Líbano          | Lebanese Top 20         | 16 |
| Malasia         | RIM                     | 16 |
| Noruega         | VG-lista                | 25 |
| Nueva Zelanda   | NZ Top 40 Singles Chart | 7  |
| Países Bajos    | Dutch Top 40            | 21 |
| Polonia         | Polish Airplay Top 100  | 57 |
| Portugal        | AFP                     | 10 |
| Reino Unido     | UK Singles Chart        | 10 |
| República Checa | Singles Digitál Top 100 | 24 |
| Suecia          | Sverigetopplistan       | 32 |
| Suiza           | Schweizer Hitparade     | 25 |

### Certificaciones
| País           | Organismo certificador | Certificación | Ventas    | Ref.   |
| -------------- | ---------------------- | ------------- | --------- | ------ |
| Alemania       | BVMI                   | Oro           | 200,000   | [ 44 ] |
| Australia      | ARIA                   | 2× Platino    | 140,000   | [ 45 ] |
| Bélgica        | BEA                    | Platino       | 20,000    | [ 46 ] |
| Dinamarca      | IFPI — Dinamarca       | Platino       | 30,000    | [ 47 ] |
| España         | PROMUSICAE             | Oro           | 20,000    | [ 48 ] |
| Estados Unidos | RIAA                   | 2× Platino    | 2,000,000 | [ 49 ] |
| Francia        | SNEP                   | Platino       | 150,000   | [ 50 ] |
| Italia         | FIMI                   | Platino       | 50,000    | [ 51 ] |
| México         | AMPROFON               | Platino + Oro | 90,000    | [ 52 ] |
| Nueva Zelanda  | RMNZ                   | Platino       | 30,000    | [ 53 ] |
| Reino Unido    | BPI                    | Platino       | 600,000   | [ 54 ] |
| Suiza          | IFPI — Suiza           | Platino       | 30,000    | [ 55 ] |